# Moussa Bagayoko
Moussa Bagayoko (Bamako, 18 dicembre 1998) è un calciatore maliano, centrocampista del Real Bamako.

## Carriera

### Club
Bagayoko è cresciuto nel settore giovanile del Black Stars, con il quale ha anche giocato in prima squadra.
Il 2 ottobre 2020, ha firmato un contratto con gli israeliani dell'Ashdod.

### Nazionale
Ha giocato nella nazionale maliana Under-20.
Con la nazionale maliana Under-23 ha preso parte alla Coppa d'Africa di categoria nel 2015 e nel 2019. Inoltre, nel 2015 ha giocato due partite con la nazionale maliana, nelle qualificazioni al campionato delle nazioni africane.

## Statistiche

### Presenze e reti nei club
Statistiche aggiornate al 26 maggio 2021.
| Stagione         | Squadra          | Campionato       | Campionato | Campionato | Coppe nazionali | Coppe nazionali | Coppe nazionali | Coppe continentali | Coppe continentali | Coppe continentali | Altre coppe | Altre coppe | Altre coppe | Totale | Totale |
| Stagione         | Squadra          | Comp             | Pres       | Reti       | Comp            | Pres            | Reti            | Comp               | Pres               | Reti               | Comp        | Pres        | Reti        | Pres   | Reti   |
| ---------------- | ---------------- | ---------------- | ---------- | ---------- | --------------- | --------------- | --------------- | ------------------ | ------------------ | ------------------ | ----------- | ----------- | ----------- | ------ | ------ |
| 2018-gen. 2019   | Elazığspor       | 1L               | 16         | 1          | CT              | 1               | 0               |                    | -                  | -                  |             | -           | -           | 17     | 1      |
| gen.-giu. 2019   | Adanaspor        | 1L               | 15         | 0          |                 | -               | -               |                    | -                  | -                  |             | -           | -           | 15     | 0      |
| 2019-2020        | Adanaspor        | 1L               | 28         | 0          | CT              | 1               | 0               |                    | -                  | -                  |             | -           | -           | 29     | 0      |
| ago.-ott. 2020   | Adanaspor        | 1L               | 2          | 0          |                 | -               | -               |                    | -                  | -                  |             | -           | -           | 2      | 0      |
| Totale Adanaspor | Totale Adanaspor | Totale Adanaspor | 45         | 1          |                 | 1               | 0               |                    | -                  | -                  |             | -           | -           | 46     | 1      |
| ott. 2020-2021   | Ashdod           | LhA              | 25         | 2          | CI+TC           | 3+0             | 1+0             |                    | -                  | -                  |             | -           | -           | 28     | 3      |
| Totale carriera  | Totale carriera  | Totale carriera  | 86         | 3          |                 | 5               | 1               |                    | -                  | -                  |             | -           | -           | 91     | 4      |

### Cronologia presenze e reti in nazionale
| Cronologia completa delle presenze e delle reti in nazionale ― Mali | Cronologia completa delle presenze e delle reti in nazionale ― Mali | Cronologia completa delle presenze e delle reti in nazionale ― Mali | Cronologia completa delle presenze e delle reti in nazionale ― Mali | Cronologia completa delle presenze e delle reti in nazionale ― Mali | Cronologia completa delle presenze e delle reti in nazionale ― Mali | Cronologia completa delle presenze e delle reti in nazionale ― Mali | Cronologia completa delle presenze e delle reti in nazionale ― Mali |
| Data                                                                | Città                                                               | In casa                                                             | Risultato                                                           | Ospiti                                                              | Competizione                                                        | Reti                                                                | Note                                                                |
| ------------------------------------------------------------------- | ------------------------------------------------------------------- | ------------------------------------------------------------------- | ------------------------------------------------------------------- | ------------------------------------------------------------------- | ------------------------------------------------------------------- | ------------------------------------------------------------------- | ------------------------------------------------------------------- |
| 18-10-2015                                                          | Bamako                                                              | Mali                                                                | 2 – 1                                                               | Mauritania                                                          | Qual. Campionato delle nazioni africane 2016                        | -                                                                   |                                                                     |
| 24-10-2015                                                          | Nouakchott                                                          | Mauritania                                                          | 1 – 1                                                               | Mali                                                                | Qual. Campionato delle nazioni africane 2016                        | 1                                                                   |                                                                     |
| Totale                                                              |                                                                     | Presenze                                                            | 2                                                                   |                                                                     | Reti                                                                | 1                                                                   |                                                                     |